# Länsväg Z 506.01
Länsväg Z 506.01 är en kortare övrig länsväg i Härjedalens kommun i Jämtlands län som går mellan Riksväg 84 och Länsväg Z 506 vid småorten Överberg i Svegs distrikt (Svegs socken). Vägen är 600 meter lång och asfalterad.
Vägen ansluter till:
- Riksväg 84 (vid Överberg)
- Länsväg Z 506 (vid Överberg)